# Sis dies de Hannover
Els Sis dies de Hannover era una cursa de ciclisme en pista, de la modalitat de sis dies, que es corria a Hannover (Alemanya). La seva primera edició data del 1913, però no es va repetir fins al 1950. L'última edició es va córrer el 1981. Émile Carrara, amb dues victòries, és el ciclista que més vegades ha guanyat la cursa.

## Palmarès
| Any      | Primers                             | Segons                                | Tercers                            |
| -------- | ----------------------------------- | ------------------------------------- | ---------------------------------- |
| 1913     | Willy Lorenz · Karl Saldow          | Erich Aberger · Willy Techmer         | Willy Arend · Karl Ehlert          |
| 1914-49  | No disputats                        |                                       |                                    |
| 1950 (1) | Gustav Kilian · Heinz Vopel         | Severino Rigoni · Ferdinando Terruzzi | Harry Saager · Heinrich Schwarzer  |
| 1950 (2) | Hugo Koblet · Armin von Büren       | Gustav Kilian · Jean Roth             | Harry Saager · Guy Lapebie         |
| 1951 (1) | Émile Carrara · Guy Lapebie         | Severino Rigoni · Ferdinando Terruzzi | Gustav Kilian · Heinz Vöpel        |
| 1951 (2) | Ludwig Hoermann · Jean Schorn       | Theo Intra · Jean Roth                | Ferdi Kübler · Harry Saager        |
| 1952     | Émile Carrara · Georges Senfftleben | Lucien Gillen · Gustav Kilian         | Dominique Forlini · Hans Preiskeit |
| 1953     | Oskar Plattner · Hans Preiskeit     | Lucien Acou · Arie van Vliet          | Waldemar Knoke · Armin von Büren   |
| 1954-78  | No disputats                        |                                       |                                    |
| 1979     | Albert Fritz · Patrick Sercu        | Günther Schumacher · René Pijnen      | Horst Schütz · Wilfried Peffgen    |
| 1980     | Donald Allan · Danny Clark          | Dietrich Thurau · Patrick Sercu       | Albert Fritz · Günther Schumacher  |
| 1981     | Roman Hermann · Horst Schütz        | Gert Frank · Patrick Sercu            | Udo Hempel · Günther Schumacher    |